# Eugen Fischer
Eugen Fischer (5. července 1874, Karlsruhe, Bádenské velkovévodství - 9. července 1967) byl německý profesor medicíny, antropologie a eugeniky.
Byl ředitelem Institutu císaře Viléma pro antropologii, lidské dědičnosti a eugeniky mezi roky 1927 až 1942. Byl jmenován Adolfem Hitlerem v roce 1933 rektorem na univerzitě Fredericka Williama v Berlíně. Později také vstoupil do nacistické politické strany NSDAP.
V roce 1908 navštívil německou jihozápadní Afriku kde prováděl terénní výzkum. Zde studoval rasově smíšené obyvatelstvo. Fischer následně doporučil, aby se toto obyvatelstvo již nereprodukovalo, i když by mohli být pro Německo užitečné. V roce 1912 bylo zakázané mezirasové manželství ve všech německých koloniích. Tato myšlenka byla poté použita i v norimberských zákonech.
V roce 1908 založil společnost pro rasovou hygienu ve Freiburgu. V roce 1952 se stal čestným členem německé antropologické společnosti.

## Dílo
do roku 1909
- Fischer, Eugen. 1899. "Beiträge zur Kenntniss der Nasenhöhle und des Thränennasenganges der Amphisbaeniden", Archiv für Mikroskopische Anatomie. 55:1, pp. 441–478
- Fischer, Eugen. 1901. "Zur Kenntniss der Fontanella metopica und ihrer Bildungen". Zeitschrift für Morphologie und Anthropologie.4:1. pp. 17–30
- Fischer, Eugen, Professor an der Universität Freiburg i. Br. 1906. "Die Variationen an Radius und Ulna des Menschen". Zeitschrift für Morphologie und Anthropologie. Vol. 9. No. 2.
- Fischer, Eugen. 1908. Der Patriziat Heinrichs III und Heinrichs IV. Tübingen: J.C.B. Mohr (Paul Siebeck). Fischer's PhD thesis

od roku 1910 - 1919
- Maass, Alfred. Durch Zentral-Sumatra. Berlin: Behr. 1910. Additional contributing authors: J.P. Kleiweg de Zwaan and E. Fischer
- Fischer, Eugen. 1913.Die Rehobother Bastards und das Bastardierungsproblem beim Menschen: anthropologische und ethnographiesche Studien am Rehobother Bastardvolk in Deutsch-Südwest-Afrika, ausgeführt mit Unterstützung der Kgl. preuss, Akademie der Wissenschaften. Jena: G. Fischer
- Gaupp, Ernst Wilhelm Theodor. Eugen Fischer (ed.) 1917. August Weismann: sein Leben und sein Werk. Jena: Verlag von Gustav Fischer

od roku 1920 - 1929
- Schwalbe, G. and Eugen Fischer (eds.). Anthropologie. Leipzig: B.G. Teubner, 1923.
- Fischer, E. and H.F.K. Günther. Deutsche Köpfe nordischer Rasse: 50 Abbildungen mit Geleitwarten. Munich: J.F. Lehmann. 1927

od roku 1940 - 1949
- Fischer, Eugen and Gerhard Kittel. Das antike Weltjudentum: Tatsachen, Texte, Bilder. Hamburg: Hanseatische Verlagsanstalt, 1943

od roku 1950 - 1959
- Sarkar, Sasanka Sekher; Eugen Fischer and Keith Arthur, The Aboriginal Races of India, Calcutta: Bookland. 1954
- Fischer, Eugen. Begegnungen mit Toten: aus den Erinnerungen eines Anatomen. Freiburg: H.F. Schulz. 1959